# Pjesma o Kiseljaku
Pjesma o Kiseljaku, poznata po stihovima »Kiseljak, Kiseljak svaki momak veseljak«, narodna je pjesma iz Bosne i Hercegovine koju je skladao Jozo Penava. Pjesmom su otpjevani mali gradić Kiseljak u Središnjoj Bosni, rodni kraj skladatelja, i tradicionalni domaći proizvodi po kojima je poznat – prirodna mineralna voda Sarajevski kiseljak i kiseljačke pogačice.
Pjesma je 1960-ih godina stekla popularnost na prostorima bivše Jugoslavije, nakon što su stihove uglazbili poznati bosanskohercegovački pjevač Safet Isović i Nadežda Cmiljić uz Tamburaški orkestar RTV Sarajevo. Ta je izvedba objavljena na nekoliko albuma tadašnjeg Jugotona i jedna je od najpoznatijih.
Godine 2018. Kiseljačani su Jozi Penavi podigli spomenik na kojem se nalazi tekst pjesme.

## Vanjske poveznice
- »Pjesma o Kiseljaku«, zvučni zapis na YouTubeu